# Els sexeaddictes
Els sexeaddictes (títol original en anglès: A Dirty Shame) és una pel·lícula de comèdia satírica de 2004 sobre el sexe, escrita i dirigida per John Waters, i protagonitzada per Tracey Ullman, Selma Blair, Johnny Knoxville, Chris Isaak, Suzanne Shepherd i Mink Stole. Ha estat doblada al català.

## Argument
Una dona nerviosa i reprimida de mitjana edat es converteix en una addicta sexual després de rebre un cop al cap, i s'integra en una subcultura subterrània d'addictes sexuals a Baltimore.

## Repartiment
- Tracey Ullman: Sylvia Stickles
- Johnny Knoxville: Ray-Ray Perkins
- Selma Blair: Caprice Stickles
- Chris Isaak: Vaughn Stickles
- Suzanne Shepherd: Big Ethel
- Mink Stole: Marge
- Jackie Hoffman: Dora
- Wes Johnson: Fat Fuck Frank
- Paul DeBoy: Wendell Doggett
- Gaelan Connell: L'adolescent excitat
- Channing Wilroy: El motorista
- Mary Vivian Pearce: L'exaddicte al sexe

## Crítica
- "Un cop contra l'Amèrica benpensant, ultrareligiosa (...) No obstant això, les intencions són molt millors que els resultats. (...) un esclat de fluids més entremaliat que transgressor, com si preferís escopir a la cara físicament en lloc de metafòricament."[3]